# Dang tay ép ngực

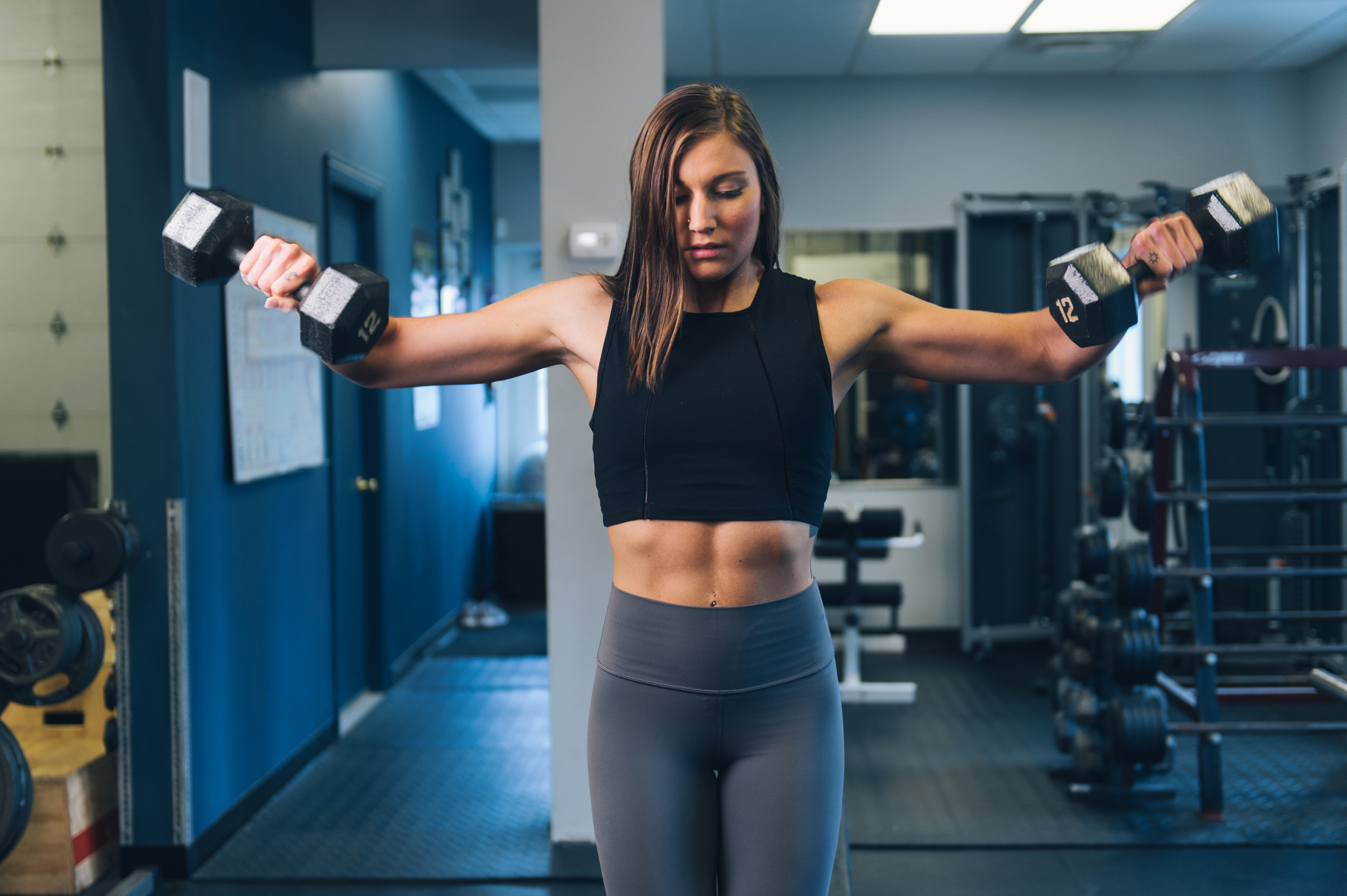
Bài tập dang tay ép ngực (bay vai) với tạ đơn

Dang tay ép ngực (fly) là bài tập rèn luyện sức mạnh (tập tạ) trong đó bàn tay và cánh tay sẽ cử động di chuyển qua một phạm vi chuyển động hình cánh cung trong khi khuỷu tay được giữ ở một góc không đổi. Bài tập dang tay ép ngực (bay) được sử dụng để tác động lên cơ của phần thân trên. Vì các bài tập này sử dụng cánh tay như đòn bẩy ở độ dài dài nhất có thể, nên lượng tạ có thể di chuyển ít hơn đáng kể so với các bài tập ép tương đương cho cùng một nhóm cơ. Do tính chất đòn bẩy này, các bài tập dang tay ép ngực đều có khả năng gây tổn thương lớn cho khớp vai và dây chằng liên quan cũng như các gân của các cơ kết nối với khớp vai. Bài tập này nên được thực hiện một cách thận trọng và tác dụng của chúng trước tiên được kiểm tra khi sử dụng tạ rất nhẹ, chỉ nên tăng dần mức tạ sau khi người tập đã được tăng tiến thêm sức mạnh. Bài tập ép ngực hay "bay ngực" (Chest fly) và "bay vai" (Shoulder fly) là những biến thể bài tập điển hình.

## Đại cương

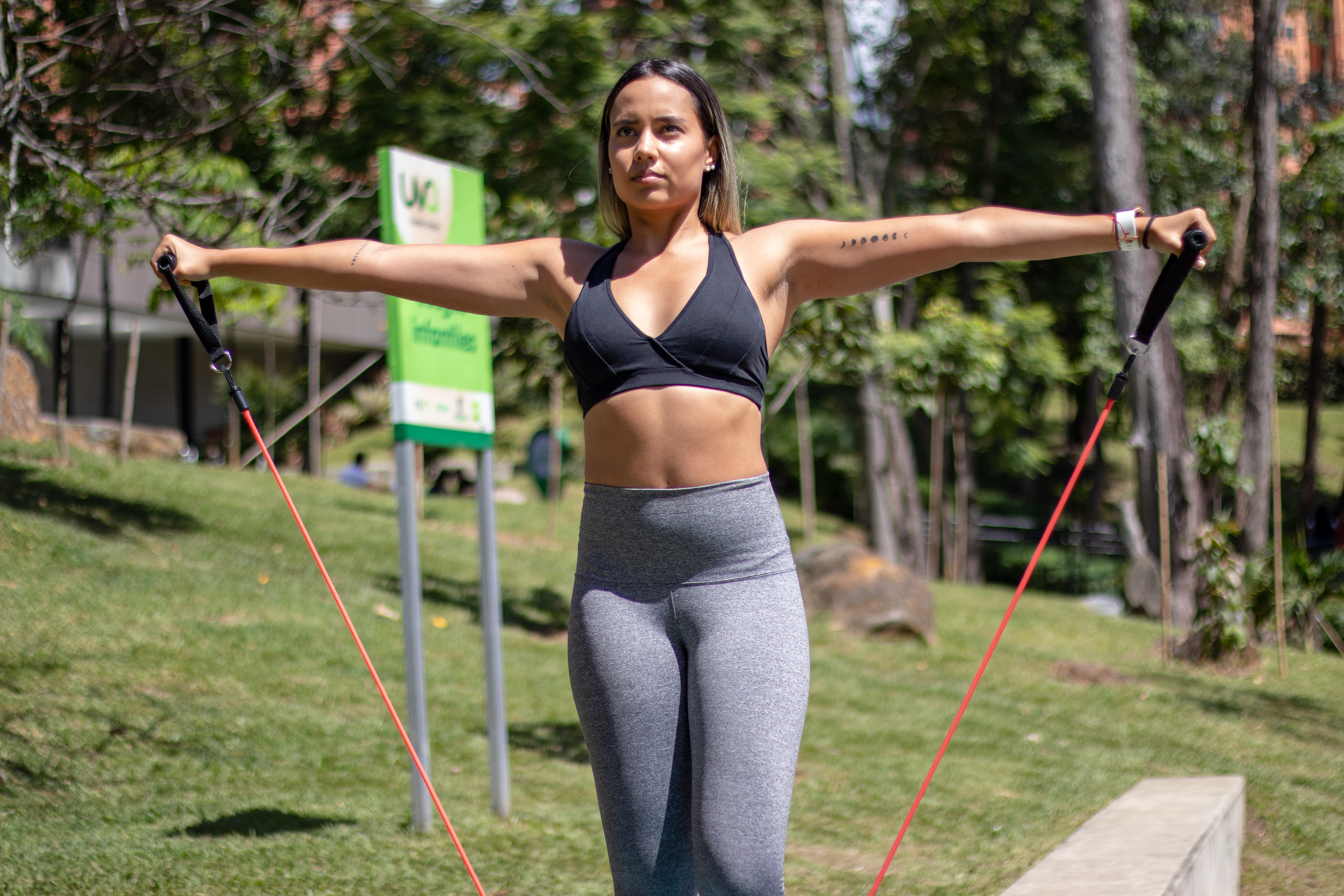
Bài dang tay với dây kháng lực

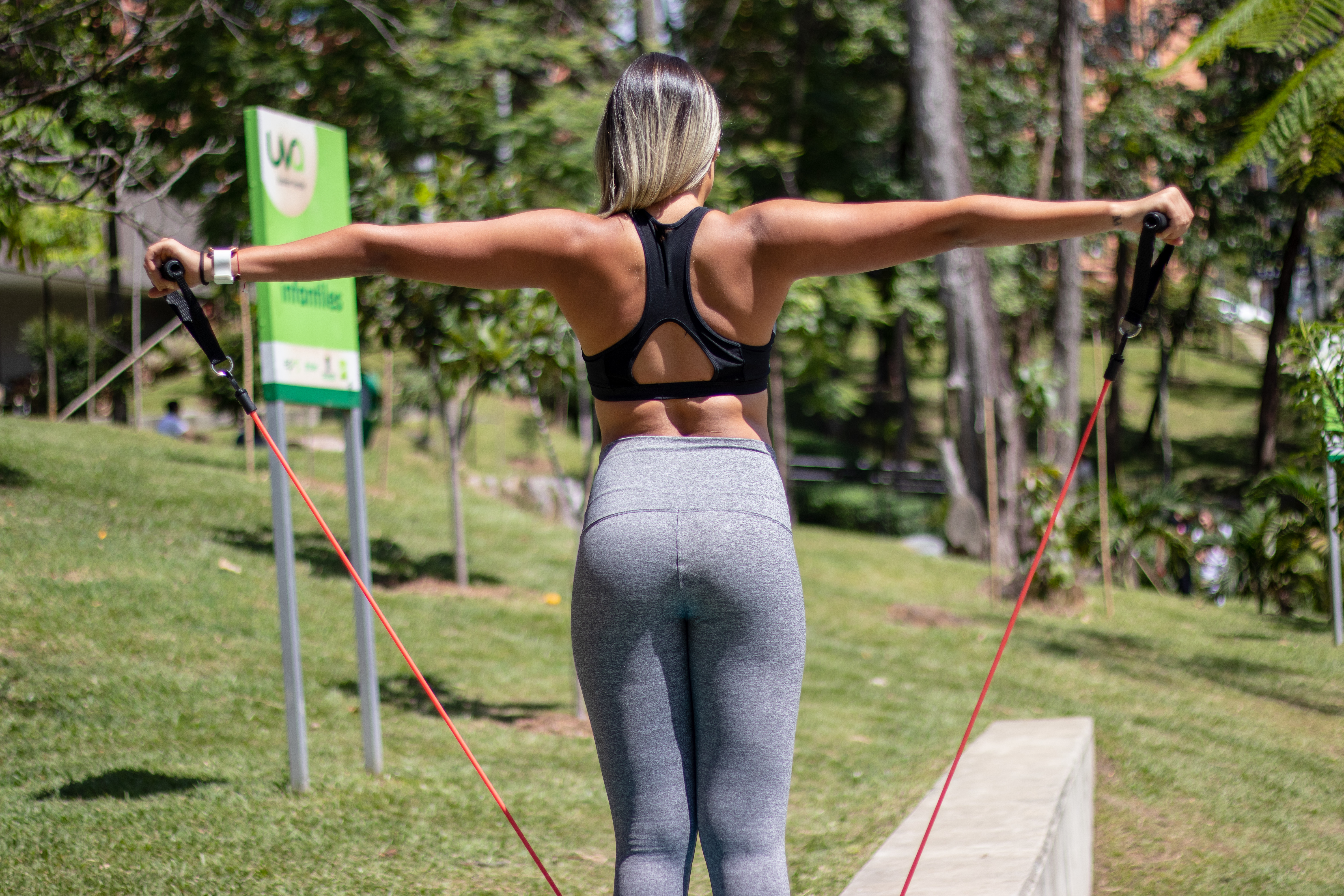
Dang tay ép ngực với dây kháng lực

Bài tập bay ngực (Chest fly) chủ yếu tác động lên cơ ngực lớn để di chuyển cánh tay theo chiều ngang về phía trước. Nếu xoay vào trong, nó được hỗ trợ bởi đầu trước (phía trước) của cơ delta trong động tác gập ngang. Nếu xoay ra ngoài, sự đóng góp của cơ delta sẽ giảm đi và cơ ngực lớn được nhấn mạnh mạnh mẽ như là cơ khép ngang. Bàn tay thường được đưa ra xa hơn khuỷu tay, trong trường hợp đó, các cơ gấp co lại theo phương đẳng trương để ức chế sự duỗi quá mức không mong muốn của khuỷu tay. Các cơ thực hiện điều này là cơ nhị đầu cánh tay, cơ cánh tay và cơ cánh tay quay. Cơ nhị đầu cũng có thể đóng một vai trò hạn chế trong việc gập vai. Khuỷu tay càng thẳng thì các cơ này càng giãn ra nhiều hơn. Vì lý do an toàn, người tập cần tránh khóa khớp. Động tác này được thực hiện khi nằm ngửa trên một ghế tập tạ, bắt đầu với tạ duỗi thẳng trên ngực, gặp nhau tại mặt phẳng giữa. Hai tay hạ xuống theo một cung tròn đi qua mặt phẳng ngang, kết thúc khi cánh tay gần như song song với sàn, sau đó trở về vị trí bắt đầu và lặp lại.
Bài tập Fly được sử dụng để tác động lên cơ của phần trên cơ thể, chủ yếu là phần đầu xương ức của cơ ngực lớn. Vì các bài tập này sử dụng cánh tay như đòn bẩy ở độ dài dài nhất có thể, nên lượng tạ có thể di chuyển ít hơn đáng kể so với các bài tập ép tạ tương đương cho cùng một nhóm cơ (bài tập ép tạ quân độ và bài tập ép tạ nằm cho vai và ngực tương ứng. Có hai thiết kế máy tập tạ có sẵn cho bài tập này. Máy tập tạ đòn bẩy ngồi và máy tập Pec Dec. Bài tập tạ đòn bẩy ngồi bao gồm việc nắm hai tay cầm ở độ cao ngang vai và đẩy chúng lại với nhau trong khi giữ khuỷu tay ở một góc không đổi. Khi sử dụng máy Pec Dec, hai tay nắm chặt hai tay cầm ở độ cao ngang đầu, trong khi cẳng tay đẩy vào hai miếng đệm ở độ cao ngang ngực. Các nhóm cơ bả vai (deltoids) phía trước được sử dụng trong cả hai biến thể. Các nhóm cơ nhị đầu cánh tay hoạt động như một synergy trong bài tập đòn bẩy ngồi, nhưng không phải trong bài tập Pec Dec do vị trí cánh tay nâng lên. Trong một số loại máy tập tạ, đòn bẩy ngồi có thể được điều chỉnh để thực hiện bài tập Rear delt fly.

## Thiết bị
Có thể thực hiện động tác dang tay ép ngực bằng bất kỳ trọng lượng nào có thể cầm trên tay. Thiết bị đơn giản nhất để sử dụng là tạ, mặc dù bài tập này cũng có thể được thực hiện bằng máy kéo cáp. Động tác dang tay ép ngực có thể được thực hiện nằm ngửa, ngồi hoặc đứng thẳng. Khi sử dụng máy kéo cáp, tay và cánh tay di chuyển qua cùng mặt phẳng giải phẫu như phiên bản tạ. Bài tập Dumbbell Fly không chỉ giúp phát triển đều và hài hòa cơ ngực mà còn mang lại sự linh hoạt trong việc điều chỉnh độ khó của bài tập tùy thuộc vào trình độ và mục tiêu của người tập. Người tập có thể thực hiện nó trên một bàn đẩy hoặc chiếc ghế dài, tạo ra đa dạng trong cách thực hiện để tối ưu hóa kích thước và hình dáng của bộ ngực. Bài tập này không chỉ hỗ trợ tăng kích thước cơ ngực mà còn làm tăng sức mạnh cơ liên quan đến việc nâng cao độ săn chắc và định hình của ngực.   
Máy tập ngực ngang (Machine chest fly) là thiết bị được sử dụng trong các phòng thể hình để hỗ trợ xây dựng và phát triển các nhóm cơ ở phần trên cơ thể. Việc sử dụng máy giúp người tập thực hiện đúng động tác, tạo hiệu quả, hạn chế chấn thương. Máy tập ép ngực ngang là một dạng máy tạ khối, được thực hiện để tập chuyên sâu cho một nhóm cơ (cơ ngực). Thiết bị gồm có bộ khung bằng kim loại được là từ thép chịu lực. Ở chính giữa là ghế đệm để ngồi và tựa lưng. Phía sau ghế đệm là các bánh tạ được đặt trọng hộp bảo vệ. Máy Machine chest fly ngoài ép ngực, còn có thể hỗ trợ tập đẩy ngực. Sử dụng tạ để thực hiện động tác bay ngực đòi hỏi phải sử dụng các cơ ổn định liên quan đến việc thực hiện động tác bay, khi so sánh với việc thực hiện động tác bay bằng máy kéo cáp. 